# Joseanthus chimborazensis
Espèce
Synonymes
- Vernonia chimborazensis Hieron.[2] [1]
- Vernonia neogleasoniana Cuatrec.[2] [1]

Statut de conservation UICN

 EN B1ab(iii) : En danger
Joseanthus chimborazensis est une espèce de plantes de la famille des Asteraceae et de la sous-famille des Vernonioideae.

## Publication originale
- Revista de la Academia Colombiana de Ciencias Exactas, Físicas y Naturales 17(65): 211. 1989.